# Accordi di Ginevra (1988)
Gli accordi di Ginevra (in inglese Geneva Accords; in russo Женевские соглашения?, Ženevskie soglašenija) è l'insieme dei trattati internazionali sottoscritti a Ginevra (Svizzera) il 14 aprile 1988 tra la Repubblica Democratica dell'Afghanistan e il Pakistan, con Unione Sovietica e Stati Uniti quali rispettivi garanti.
A tali accordi fece seguito il ritiro delle truppe sovietiche dall'Afghanistan completato nel 1989, con cui terminò la guerra afghano-sovietica e il coinvolgimento dell'URSS nella guerra civile afghana.
Il trattato consisteva in quattro separati accordi: un patto bilaterale tra Afghanistan e Pakistan che ristabiliva relazioni pacifiche tra le due nazioni, in particolare sulla base dei principi del non intervento e della non ingerenza reciproca nelle questioni interne del vicino; una dichiarazione sottoscritta dalle due potenze garanti, USA ed URSS, sul rispetto del precedente patto; un accordo bilaterale sempre tra Afghanistan e Pakistan che stabiliva principi di base per il rientro in patria dei profughi afghani ospitati nei campi pakistani; un accordo per la risoluzione della situazione interna dell'Afghanistan, sottoscritto dai due Stati e controfirmato dai due garanti. Il trattato stabiliva anche un calendario per il ritiro dei militari sovietici dall'Afghanistan fissato in due scaglioni distinti, tra il 15 maggio ed il 16 agosto 1988 e tra il 15 novembre 1988 ed il 15 febbraio 1989.
Per aiutare ad implementare l'accordo e vigilare su sue violazioni, il Consiglio di sicurezza delle Nazioni Unite stabilì con la risoluzione 622 l'invio in Afghanistan di una missione di osservatori dell'ONU (UNGOMAP).
I guerriglieri mujaheddin materialmente impegnati contro le truppe regolari afghane e le forze sovietiche non presero parte agli accordi, sebbene Stati Uniti e Pakistan agirono de facto come loro rappresentanti. La ritirata delle forze sovietiche si svolse nel rispetto di quanto stabilito, ma il trattato non riuscì ad arrestare i combattimenti in corso tra le forze governative afghane ed i guerriglieri, proseguiti fino al collasso del governo comunista in Afghanistan nell'aprile del 1992.